# 资兴县
资兴县，中国古旧县名。
唐朝咸亨三年（672年）置，治所在今湖南省资兴市南。属郴州。北宋太平兴国后废，南宋嘉定二年（1209年）复置。绍定初移治管子壕，改为兴宁县（即今资兴市）。1914年又改兴宁县置，治所在今湖南省资兴市兴宁镇。1959年并入郴县。1961年复置。1984年再撤，改设资兴市。